# Biatlon op de Olympische Winterspelen 2022
Biatlon was een van de sporten die beoefend werden tijdens de Olympische Winterspelen 2022 in Peking, China. De wedstrijden vonden plaats in het Zhangjiakou Biathlon Centre in Zhangjiakou.

## Wedstrijdschema
| Datum                | Lokale tijd | MET   | Mannen                | Vrouwen             |
| -------------------- | ----------- | ----- | --------------------- | ------------------- |
| vrijdag 4 februari   | 20:00       | 13:00 | Openingsceremonie     | Openingsceremonie   |
| zaterdag 5 februari  | 17:00       | 10:00 | Gemengde estafette    | Gemengde estafette  |
| maandag 7 februari   | 17:00       | 10:00 |                       | 15 km individueel   |
| dinsdag 8 februari   | 16:30       | 09:30 | 20 km individueel     |                     |
| vrijdag 11 februari  | 17:00       | 10:00 |                       | 7,5 km sprint       |
| zaterdag 12 februari | 17:00       | 10:00 | 10 km sprint          |                     |
| zondag 13 februari   | 17:00       | 10:00 |                       | 10 km achtervolging |
| zondag 13 februari   | 18:45       | 11:45 | 12,5 km achtervolging |                     |
| dinsdag 15 februari  | 17:00       | 10:00 | 4 x 7,5 km estafette  |                     |
| woensdag 16 februari | 15:45       | 08:45 |                       | 4 x 6 km estafette  |
| vrijdag 18 februari  | 17:00       | 10:00 | 15 km massastart      |                     |
| zaterdag 19 februari | 17:00       | 10:00 |                       | 12,5 km massastart  |
| zondag 20 februari   | 20:00       | 13:00 | Sluitingsceremonie    | Sluitingsceremonie  |

## Medailles

### Mannen
| Onderdeel             | Goud                                                                                    | Goud      | Zilver                                                                           | Zilver    | Brons                                                                          | Brons     |
| --------------------- | --------------------------------------------------------------------------------------- | --------- | -------------------------------------------------------------------------------- | --------- | ------------------------------------------------------------------------------ | --------- |
| 20 km individueel     | Quentin Fillon Maillet Frankrijk                                                        | 48.47,4   | Anton Smolski Wit-Rusland                                                        | 49.02,2   | Johannes Thingnes Bø Noorwegen                                                 | 49.48,5   |
| 10 km sprint          | Johannes Thingnes Bø Noorwegen                                                          | 24.00,4   | Quentin Fillon Maillet Frankrijk                                                 | 24.25,9   | Tarjei Bø Noorwegen                                                            | 24.39,3   |
| 12,5 km achtervolging | Quentin Fillon Maillet Frankrijk                                                        | 39.07,5   | Tarjei Bø Noorwegen                                                              | 39.36,1   | Edoeard Latypov Russische ploeg                                                | 39.42,8   |
| 15 km massastart      | Johannes Thingnes Bø Noorwegen                                                          | 38.14,4   | Martin Ponsiluoma Zweden                                                         | 38.54,7   | Vetle Sjåstad Christiansen Noorwegen                                           | 39.26,9   |
| 4 × 7,5 km estafette  | Noorwegen Sturla Holm Lægreid Tarjei Bø Johannes Thingnes Bø Vetle Sjåstad Christiansen | 1:19.50,2 | Frankrijk Fabien Claude Émilien Jacquelin Simon Desthieux Quentin Fillon Maillet | 1:20.17,6 | Russische ploeg Said Chalili Aleksandr Loginov Maksim Tsvetkov Edoeard Latypov | 1̈:20.35,5 |

### Vrouwen
| Onderdeel           | Goud                                                       | Goud      | Zilver                                                                                      | Zilver    | Brons                                                                | Brons     |
| ------------------- | ---------------------------------------------------------- | --------- | ------------------------------------------------------------------------------------------- | --------- | -------------------------------------------------------------------- | --------- |
| 15 km individueel   | Denise Herrmann Duitsland                                  | 44.12,7   | Anaïs Chevalier-Bouchet Frankrijk                                                           | 44.22,1   | Marte Olsbu Røiseland Noorwegen                                      | 44.28,0   |
| 7,5 km sprint       | Marte Olsbu Røiseland Noorwegen                            | 20.44,3   | Elvira Öberg Zweden                                                                         | 21.15,2   | Dorothea Wierer Italië                                               | 21.21,5   |
| 10 km achtervolging | Marte Olsbu Røiseland Noorwegen                            | 34.46,9   | Elvira Öberg Zweden                                                                         | 36.23,4   | Tiril Eckhoff Noorwegen                                              | 36.35,6   |
| 12,5 km massastart  | Justine Braisaz-Bouchet Frankrijk                          | 40.18,0   | Tiril Eckhoff Noorwegen                                                                     | 40.33,3   | Marte Olsbu Røiseland Noorwegen                                      | 40.52,9   |
| 4 × 6 km estafette  | Zweden Linn Persson Mona Brorsson Hanna Öberg Elvira Öberg | 1:11.03,9 | Russische ploeg Irina Kazakevitsj Kristina Reztsova Svetlana Mironova Oeljana Nigmatoellina | 1:11.15,9 | Duitsland Vanessa Voigt Vanessa Hinz Franziska Preuß Denise Herrmann | 1:11.41,3 |

### Gemengd
| Onderdeel | Goud                                                                         | Goud      | Zilver                                                                                 | Zilver    | Brons                                                                                     | Brons     |
| --------- | ---------------------------------------------------------------------------- | --------- | -------------------------------------------------------------------------------------- | --------- | ----------------------------------------------------------------------------------------- | --------- |
| Estafette | Noorwegen Marte Olsbu Røiseland Tiril Eckhoff Tarjei Bø Johannes Thingnes Bø | 1:06.45,6 | Frankrijk Anaïs Chevalier-Bouchet Julia Simon Émilien Jacquelin Quentin Fillon Maillet | 1:06.46,5 | Russische ploeg Oeljana Nigmatoellina Kristina Reztsova Aleksandr Loginov Edoeard Latypov | 1:06.47,1 |

### Medaillespiegel
| Plaats | Land            | NOC    | Goud | Zilver | Brons | Totaal |
| ------ | --------------- | ------ | ---- | ------ | ----- | ------ |
| 1      | Noorwegen       | NOR    | 6    | 2      | 6     | 14     |
| 2      | Frankrijk       | FRA    | 3    | 4      | 0     | 7      |
| 3      | Zweden          | SWE    | 1    | 3      | 0     | 4      |
| 4      | Duitsland       | GER    | 1    | 0      | 1     | 2      |
| 5      | Russische ploeg | ROC    | 0    | 1      | 3     | 4      |
| 6      | Wit-Rusland     | BLR    | 0    | 1      | 0     | 1      |
| 7      | Italië          | ITA    | 0    | 0      | 1     | 1      |
| Totaal | Totaal          | Totaal | 11   | 11     | 11    | 33     |